# Хорикава, Момока
Момока Хорикава (яп. 堀川 桃香; 10 июля 2003 года) — японская конькобежка, участница зимних Олимпийских игр 2022 года, серебряный и бронзовый призёр чемпионата мира в командной гонке, 3-кратная чемпионка и призёр Японии. Выступает за команду "Fujikyuko" с 2021 года.

## Биография
Момока Хорикава начала кататься на коньках в возрасте 4-х лет в родном посёлке Тайки, в округе Токати под влиянием своих старших братьев, а во 2-м классе средней школы занялась конькобежным спортом. Её дедушка Йоичи и бабушка Норико возили её каждый день в Тайки, где живут родители, и обратно в Обихиро на тренировки. В возрасте 14 лет выиграла дистанции 500 и 1000 метров на Всеяпонских соревнованиях начальной школы.
В сезоне 2018/19 Момока стала участвовать в Кубке Японии и национальном чемпионате, а также на чемпионате Хоккайдо среди младших школьников одержала победы на 4-х дистанциях. В 2020 году она выиграла чемпионат Японии среди юниоров в забегах на 1500 м и в масс-старте
и дебютировала на юниорском чемпионате мира в Томашув-Мазовецком, где вместе с партнёршами выиграла "серебро" в командной гонке и на дистанции 3000 м.
В 2021 году собиралась перейти в команду "Nidec Sankyo", но её расформировали и она стала выступать за "Fujikyuko". Хорикава вновь выиграла чемпионат Японии среди юниоров в забегах на 1500 м и 3000 метров, а в сезоне 2021/22 впервые стала серебряным призёром Всеяпонского чемпионата в забеге на 5000 метров и дебютировала на Кубке мира. В декабре 2021 года Момока заняла 2-е место в забеге на 5000 м на отборочном олимпийском турнире в Нагано. В феврале 2022 года она участвовала на зимних Олимпийских играх в Пекине, где заняла 10-е место на дистанции 5000 метров.
В сезоне 2022/23 она стала чемпионкой страны в забеге на 5000 м, впервые за 7 лет потеснив с первого места Михо Такаги, а также заняла 2-е место на дистанции 3000 и 3-е на 1500 м. Следом заняла 2-е место в командной гонке на этапе Кубка мира в Калгари и 3-е в Ставангере. На чемпионате Японии 2023 года стала чемпионкой в забегах на 3000 м и 5000 м и в феврале на 6-м этапе Кубка мира в Томашув-Мазовецком выиграла впервые масс-старт.
В марте 2023 года завоевала серебряную медаль в командной гонке на чемпионате мира на отдельных дистанциях в Херенвене. В забеге на 3000 м заняла 8-е место и 6-е место на 5000 м, улучшив свои личные результаты на этих дистанциях. 

## Личная жизнь и семья
Момока Хорикава окончила начальную и среднюю школы Тайки, а также среднюю школу Сиракаба Гакуэн, а в настоящее время обучается в Университете Сэнсю. Её хобби - слушает музыку. Она четвертая по старшинству из пяти братьев и сестёр в семье конькобежцев.  Её старшие братья Даики и Цубаса соревновались в конькобежном спорте на международном уровне. Цубаса завоевал золото в масс-старте на чемпионате мира среди юниоров 2020 года в Томашув-Мазовецки, в то время как Даики завоевал серебро на дистанции 1500 метров на зимних юношеских Олимпийских играх 2016 года в Лиллехаммере. Старшая сестра Сакура также  участвовала в национальном турнире 3 года подряд в младших классах средней школы, младшая сестра Юдай в 2022 году выиграла турнир дорожной школы на дистанции 5000 метров. Её тётя Юри Хорикава была конькобежкой на клубном уровне в Японии. Отец Такусея и мать Томоко владеют молочной фермой.